# Мусатов, Григорий Алексеевич
Григо́рий Алексе́евич Муса́тов (29 января 1889, Бузулук, Российская империя — 8 ноября 1941, Прага, Протекторат Богемии и Моравии) — русский живописец и график, эмигрировавший после революции 1917 года в Чехословакию, где активно занимался живописью и графикой. Входил в чешское культурное общество «Художественная беседа», участвовал в выставках в Праге, Париже, Риге. В ранний период творчества тяготел к примитивизму, позднее писал в оригинальной манере, сочетавшей стилистику модерна и приёмы импрессионизма, в поздний период тяготел к экспрессионизму.

## Биография
Родился в Бузулуке, в семье иконописца Алексея Яковлевича Мусатова и Элеоноры Клеофасовны Миклошевич. В ряде источников известного живописца Виктора Борисова-Мусатова называют дядей или двоюродным дядей.
Детство провёл в Самаре, где отец купил дом на улице Николаевской. Все дети в семье получили образование, старший сын, Михаил, стал инженером, дочь Екатерина — учительницей, ещё один сын Александр стал художником.
Григорий окончил церковно-приходскую школу, поступил в Самарское коммерческое училище, где учителем рисования был художник В. В. Гундобин. Григорий увлёкся рисованием, отец не стал противиться желанию сына и перевёл его в Пензенское художественное училище. Однако и его он не закончил. По воспоминаниям В. Г. Муратовой, жены Григория, тот понимал, что удел выпускников провинциального училища — учитель рисования, но хотел достичь большего, поэтому перевёлся в Киев, где посещал рисовальные классы под руководством А. А. Мурашко. На каникулах работал в мастерской отца, помогал ему при росписи храмов.
14 августа 1914 года Григорий Мусатов женился на Вере Георгиевне Эльяшевич (10.04.1893 — 23.05.1971), дочери пензенского купца. Не сумев избежать судьбы учителя рисования в 1915 году служил преподавателем графического искусства в высшем начальном училище посада Мелекесс Ставропольского уезда Самарской губернии. Однако задержался там ненадолго, перебрался к родителям в Самару. Некоторое время работал учителем пения в самарском училище № 32-33 имени П. А. Столыпина, находившемся на улице Садовой 57. По воспоминаниям же жены Григорий не зарабатывал ничего, и он с женой, и старший брат Александр, также семейный человек, жили на обеспечении отца, занимаясь живописью, хотя из-за войны заказов было не так много. Сама Вера работала помощником провизора в аптеке.
В 1915 году участвовал в выставке картин самарских художников, в которой также принимали участие брат и бывший учитель Гундобин. Григорий Мусатов показывал работы на религиозные темы и портреты.
Был призван в армию, служил в Балашове писарем при штабе, затем по решению полкового священника около года расписывал церковь. В конце 1916 года был направлен в саратовскую школу прапорщиков, после окончания которой был направлен на юго-западный фронт. В ходе массового дезертирства с фронта летом 1917 года Григорий Мусатов также оставил армию и вернулся к родным в Самару.
После начала Гражданской войны примкнул к белому движению. Вместе с женой добрался до Иркутска, где вступил в армию Колчака. Однако позднее вновь дезертировал и перебрался во Владивосток. Больше года жил по чужим документам на имя Мельникова, скрываясь от мобилизации. Участвовал в работе местной театральной студии «Балаганчик», возникшей при литературно-художественном обществе Дальнего Востока, а также деятельности местного общества футуристов; общался с Д. Бурлюком, Н. Асеевым, В. Пальмовым и другими представителями движения.
После Николаевского инцидента пребывание в оккупированном японцами Владивостоке было сочтено небезопасным. Подрабатывая в порту Григорий нашёл удобный случай покинуть город, и в мае 1920 года на пароходе «Тверь», вместе с чешскими легионерами, возвращавшимися на родину, супруги Мусатовы оставили Россию. Через Китай, Сингапур и Цейлон они добрались до Италии. Узнав о том, что президент Чехословакии Масарик организует оказание помощи русской эмигрантской интеллигенции — «Русская Акция», в июле вместе с женой Григорий Мусатов прибыл в Прагу, предполагая по возможности в дальнейшем переехать в Париж.
Из-за безденежья чета Мусатовых примкнула к передвижной труппе театрального сообщества «Единение». В начале 1921 года, в Гавличкув-Броде они познакомились с семьёй уже известного чехословацкого художника Яна Зрзавого, которая помогла им обосноваться в городке Колин, где Вера Георгиевна устроилась помощником провизора в аптеку, а её постоянная зарплата позволила Григорию вернуться к творчеству после долгого перерыва.
Ян Зрзавый, будучи членом чешского культурного общества «Художественная беседа» (Umělecká beseda), предложил Мусатову также вступить в него. Для этого тот должен был принять участие в трёх выставках. Перспектива влиться в местную художественную среду, выставляться и общаться с известными художниками прельстила Григория и он начал писать.
В конце 1922 года вслед за Зрзавым Мусатовы переехали в Прагу. Здесь Григорий узнал, что ещё в 1919 году на семейной пасеке у села Рождествено, куда Мусатовы часто ездили на этюды, были жестоко убиты отец, Алексей Яковлевич, и брат Александр с женой и ребёнком, а мать умерла вскоре после этого события. Мысли о возвращении в Россию отпали. Лишь изредка Григорий переписывался с сестрой Екатериной.
В 1923 году, после положенных трёх выставок, Мусатов стал полноправным членом «Художественной беседы». Также он принимал активное участие в создании организации эмигрантских художников «Скиф», в которой стал заместителем председателя. Состоял членом Союза русских художников в Чехословакии. Его жена Вера поступила на Русский юридический факультет в Праге, одновременно пытаясь найти более оплачиваемую работу. Из-за отсутствия средств и необходимости платить за жильё Вера в 1924 году отправилась в Париж, где стала ретушёром в фотоателье. Однако Париж не стал надёжным источником доходов, и через несколько месяцев она вернулась в Чехословакию, продолжила учёбу, одновременно работая коммивояжером от киностудии «Баррандов», разъезжая по стране и предлагая фильмы для просмотра. Григорий же устроился преподавателем рисования в пражскую Русскую реальную реформированную гимназию. Одним из его учеников был Андрей Белоцветов, теперь называемый «классиком авангарда», на творчество которого Мусатов оказал заметное влияние.
Григорий регулярно выставлялся с «Художественной беседой», а в 1927 году в Праге состоялась его первая персональная выставка. Также он получил известность как иллюстратор. Сначала работал над «Советскими частушками» (перевод на чешский Н. Мельниковой-Папоушковой) издательства «Авентинум» (1929), затем издательство «Мелантрих» решило издать полное собрание сочинений Ф. М. Достоевского в переводе Богумила Матезиуса, а Григорий Мусатов должен был его проиллюстрировать. Работа, увлёкшая обоих супругов, заняла два года. Вера читала вслух, а Григорий набрасывал понравившиеся ему образы. Однако издательство изменило планы, и вышло лишь три перевода: «Братья Карамазовы» (1929), «Униженные и оскорбленные» (1930), «Бесы» (1930).

В 1931 году у четы Мусатовых родился единственный ребёнок, дочь Элеонора, к этому времени доходы от продажи картин позволили Григорию оставить преподавательскую деятельность, сосредоточившись на творчестве.
В 1936 год Григорий Мусатов принял чехословацкое гражданство. Однако после присоединения Судетской области к нацистской Германии он планировал вновь эмигрировать. Сначала в США, но в последний момент сорвалось получение приглашения, затем обратился в советское консульство за разрешением на возвращение в СССР. Однако ответ он получить не успел, Чехословакия была упразднена, а консульство эвакуировано.
В день нападения Германии на СССР Григорий Мусатов перенёс инфаркт, от которого уже не оправился. После возвращения из больницы он задумал триптих из трёх больших полотен: «Мобилизация», «Капитуляция», «Освобождение» (в других источниках — «Объявление войны», «Присяга войск перед генштабом» и «Победа»), но написал лишь несколько эскизов. В ноябре 1941 года Мусатов скончался.
Во время нацистского правления Вера Георгиевна смогла скрыть своё еврейское происхождение с помощью двух подруг, которые заявили, что она русская, зная, что это не так. Однако, опасаясь новых проверок и расспросов, она боялась устраиваться на официальную работу. До освобождения Праги они с дочерью жили на средства от продажи картин мужа и их обмена на продукты.
Вера Георгиевна оставила воспоминания, во многом послужившие основой для биографических сведения о муже. Дочь Элеонора (Нора) Мусатова (1931—2010) стала художницей, выставлялась как в Чехословакии, так и за рубежом, в том числе совместно с Марком Шагалом.

## Выставки
Первые же выставки работ Мусатова подтверждали его амплуа русского художника, продолжавшего жить Россией. Как свидетельствует один из выставочных каталогов: «Мусатов в „Беседе“ — русский, полнокровный и сознательно подчеркивающий это художник». Всего же Григорий Мусатов участвовал в 27 выставках общества «Художественная беседа», проходивших в Праге и других городах Чехословакии до 1941 года. Провёл персональные выставки в Праге — в зале им. М. Алеша (1927, 1932, 1935, 1936, 1937, 1940). В 1931 году в Праге в зале Красна Изба прошла выставка иллюстраций Мусатова, к романам Ф. М. Достоевского, пользовавшаяся успехом.
Также Мусатов участвовал в выставках Союза русских художников, на первой выставке Союза в 1929 году была представлена крупная работа «Стенька Разин». Вместе с членами «Художественной беседы» представлял свои работы на выставке в Риге (1930). Также участник выставки славянских художников (1932) и русской живописи (1935) в Праге, русских художников в Париже (галерея «La Renaissance», 1932), Осеннего салона (1932).
Совместно с С. А. Мако выставлялся в Париже, в галерее Charpentier (1938).
В 1943 году в Праге в Пошевой галерее прошла первая посмертная выставка работ художника. Также выставки проходили в 1946 и 1959 годах (зал им. М. Алеша). В декабре 1981 — январе 1982 года прошла персональная выставка в Литомержице.

## Творчество
Мусатов не принадлежит к тем художникам, кто единожды сформировав свой стиль в дальнейшем лишь развивает и шлифует его. Напротив, за два с половиной десятилетия творческой жизни он радикально изменял свой почерк, свою манеру. Общим аспектом на практически всём известном творческом пути художника была свободная живопись, с самым широким кругом тем, не ограниченная никакими жанровыми или стилевыми рамками. Сцены из маленького провинциального городка, воспоминания и впечатления от долгого морского путешествия, от войны, от недолгой театральной карьеры, чешских деревень, даже от еврейских традиций, известных по рассказам супруги — значительная часть картин Мусатова представляла собой своеобразный художественный дневник, реализация потребности в исповеди. Одни темы приходили и уходили, к другим художник возвращался неоднократноо.
Ранние работы Мусатова, выполненные им во время проживания в России, не сохранились или неизвестны специалистам. Сохранились лишь сведения, что он писал на религиозные темы, а также реалистический портреты.

### «Фотографический период»
В 1920-х Григорий Мусатов обратился к неопримитивизму, с его характерными приёмами — упрощением форм, нарушением перспективы и пропорций, отсутствием соразмерности элементов композиции, плоскостной трактовкой изображений. Определяющую роль в трактовке художником этого метода сыграла массовая портретная фотография. Её влияние на стилистику работ художника было столь значительно, что в прижизненной монографии о Мусатове, написанной А. Жаковским, автор назвал этот период творчества Мусатова «фотографическим периодом».
Жаковский отмечал «застылость» сцен на картинах, ориентацию художника на воспроизводство сцен из прошлого, использование «выцветших красок нарочито примитивных фотографий» и назвал героев Мусатова «набальзамированными мумиями <…> мелкобуржуазной прослойки» и «синтетическими, даже несколько идеализированными портретами, характеризующими целиком выше упомянутый класс».
На картинах, написанных в 1920-х годах, часто изображены провинциальные кавалеры и жеманные дамы, пейзажи и бытовые сценки жизни провинции. Сами названия картин говорят за себя: «У фотографа» (1922), «Хулиганы» (1922), «Солдат с возлюбленной» (1923), «Катание на лодке» (1923), «Гусар» (1923), «Три подруги» (1924), «Гадание» (1924), «Военный оркестр» (1924), «Флирт» (1924), «Акробаты» (1925) и другие.
Комментируя одну из характерных картин этого периода «Акробаты» (1925), на которой изображена семья позирующих цирковых артистов, критик Ф. В. Мокрый так охарактеризовал персонажей: «Акробаты в смешных напряженных позах кричат миру о славе своей блестящей расфуфыренности, которая прикрывает их нужду», другой критик Н. А. Еленев похожим образом отзывался о картине «Три подруги» (1924): «Мещанское уродство этих глуповатых „красавиц“, любовно-грустная усмешка над ними художника, розовые ленточки гротеска — привычная мечта Мусатова».
Жаковскому вторит современный исследователь творчества художника Д. Костина, отмечающая, что Мусатов рисовал своих персонажей, как будто снимал в ателье камерой с длинной выдержкой: «в застылых позах с неподвижными лицами, на фоне драпировок, рисованных пейзажей или среди однотипной меблировки», роднят картины с чёрно-белыми фотоснимками и приглушённые серо-синие цвета полотен. Указывая, что массовая портретная фотография пришла в Россию из Европы и в основном сохранила свои основные принципы: композиции, стиль, приёмы, Костина полагает, что одной из причин «фотографичности» работ Мусатова является его стремление найти универсальный визуальный код, обратиться к вненациональным зрительным навыкам, сделав тем самым своё творчество более понятным в чужой культурной среде. Другой же причиной искусствовед видит желание Мусатова материализовать образы покинутой России, составить свой мемуарный фотоальбом, чтобы и сохранить прошлое, и одновременно расстаться с ним, отсылая к высказыванию Ф. Кафки: «Предметы фотографируют, чтобы изгнать из сознания», и полагая «фотографичные» картины Мусатова автобиографичными относительно времени, в которое художник через них возвращался и которое в них остановил.
Костина делает вывод, что хотя Мусатов и был одним из многих представителей русского авангарда, обращавшихся к портретной фотографии (Н. Пиросмани, И. Машков, П. Кончаловский, А. Шевченко, С. Адливанкин), но это было вызвано не модной тенденцией, а глубоко личными потребностями и стремлениями, работы художника являлись его аутотерапией, упрощавшей процесс его адаптации к новой социокультурной среде, и одновременно способом сделать своё творчество более понятным незнакомой публике.
«Фотографический период» творчества Мусатова завершился созданием одной из крупнейших работ «Стенька Разин» (1928).
- Гусар (1922)
- Сватовство (ок. 1921)
- Свидание (1924)
- Флирт (1927)

### «Психологический период»
Жаковский видит корни изменения манеры художника в 1928 году: «Происходит сложное перерождение живописи Мусатова. Несмотря на сильную, ещё, быть может, чисто русскую психологическую насыщенность картин, они явственно переключаются в интернациональную живопись, живопись теперешнего Парижа. И период этот следовало бы назвать психологическим. Новая фактура картин с почти сюрреалистическим напряжением красок, свободно прорастающих в очертания предметов, несколько нейтрализует его беспокойный психологизм, последней вылазкой которого явились иллюстрации художника к романам Достоевского».
Он же указывает, что картины Мусатова этого периода становятся интимными, пейзажи полупрозрачными, и еле уловимые образы деревни и провинции, исходят на холст уже не якобы запечатлённые «объективом», а отражённые памятью художника. По мнению критика, такие картины художника, как «Дровосек» (1930), «Портрет жены» (1930), «Капитан» (1928) несут явный отпечаток внутренней борьбы автора, его уже явственное стремление освободиться от навязчивых образов прошлого.
Отдельно специалисты выделяют группу картин, посвященных пасеке и пчеловодам, указывая, что хотя в целом для понимания картин Мусатова не обязательно знать жизненные перипетии автора, и его картины говорят сами за себя, но именно в этом случае знание деталей биографии художника может значительно изменить представление от увиденного на полотнах. На первый взгляд художник писал воспоминания об идиллическом детстве, когда его семья держала пасеку. Однако фактически работы служат напоминанием о семейной трагедии, когда его отец и брат с семьёй были жестоко убиты на этой самой пасеке. Впервые Мусатов обратился к этой теме в 1929 году, спустя годы после случившегося, вероятно в период душевного разлада вновь прибегнув к арт-терапии, стараясь избавиться от болезненных воспоминаний. Однако, в данном случае проверенный ранее способ оказался неэффективным, в дальнейшем Мусатов ещё не единожды возвращался к этой теме.
- Богоматерь (1929)
- Пчеловод (1929)
- Пчеловод (1934)

### «Индустриальный период»
В 1931 году в творчестве Мусатова произошло серьёзное изменение. Этот этап биографии Григория Мусатова искусствоведы называют «индустриальным периодом». Выцветшие цвета старых фотографий сменяются на более тёплые и более насыщенные, более контрастные, придающие картинам сильную выразительность. Манера живописи становится более раскрепощённой, более свободной, картины насыщаются воздухом и светом. Гладкая фактура, глухие фоны, локальные декоративные цветовые фрагменты сменяются множеством мазков, разбивающих цвета на массу оттенков. Меняется и тематика, главной темой стал технический прогресс, ощущения человека от стремительно меняющегося времени. Названия картин вновь говорят сами за себя: «Электрификация» (1931), «Дорога в колхоз» (1931), «Прыжок» (1931), «Сигнал» (1931), «Автомобиль» (1931), «Полет» (1931), «Аэроплан» (1931), «Экспресс» (1931), «Изоляторы» (1931) и другие. При этом творчество художника по-прежнему имело русскую основу. Даже не видя жизнь далекой Родины, художник излагал на полотнах доходившие до него новости, о колхозном строительстве, об индустриализации, об электрификации, что свидетельствует, по мнению историков искусства, о том, что он всё ещё продолжал ощущать себя гражданином России.
Жаковский охарактеризовал новую манеру Мусатова как «антисюрреализм». Полагая сюрреализм балластом прошлого, искусством для немногих избранных, недоступным непосвящённому зрителю, он указывал, что Мусатов своими картинами обращался к тем зрителям, о которых позабыли иные художники, для которым сюрреализм стал непонятен, обращается к их эстетическим потребностям, показывая на своих полотнах подлинную жизнь, но не возвращаясь к натурализму или реализму, а создавая новую действительность — с пафосом труда, индустрии, стремительным изменением общества и времени. Новизна работ Мусатова, по мнению Жаковского, проистекала из его умения использовать последние достижения художественного мастерства — фактуру сюрреализма, вливая в неё идеологию современности. Именно такая живопись, по его мнению, является освобождением всех творческих возможностей для художника, не ограничивая его «ни загробным миром сюрреалистов, ни механическим монтажом красок или изолированных вещей кубистов».
Жаковский же отмечал, что новое искусство Мусатова имеет и недостатки, именно в силу своей новизны, что автор ещё не нашёл идеального способа выражения своего мироощущения, слишком опирается на сюрреалистическую фактуру, отсюда и инфантилизм, и гиперболичность изображённого, но указывал, что каждая новая работа художника затмевает предыдущие, всё больше возвращаясь к «настоящей» живописи, требующей только зрительного восприятия, а не названий, комментариев, гидов, специальной подготовки и учёбы. Современные же искусствоведы отмечают на работах Мусатова этого периода не только восхищение автора перед чудесами технического прогресса, восхищение перед скорость, перед движением, но и некий страх перед неизвестностью в плане того, как же будет развиваться новое, техническое общество. Так машины на полотнах: автомобиль, самолёт, экспресс, изоляторы, дымовая труба — представляют новый, развивающийся технический мир. А люди, символизируя старый, медленно текущий мир, постепенно уменьшаются от доминирующего положения на ранней работе «Мальчик со змеем» до совершенно незначительной роли в «Сигнале» и зачастую исчезая совсем на более поздних картинах.
- Мальчик со змеем (1931)
- Полёт (1931)
- Сигнал (1931)
- Электрификация (1931)

### Чешские пейзажи
Вопреки предположениям и заветам Жаковского, уже в 1932 году и темы, и стилистика работ Мусатова вновь кардинально изменяются. Индустриализация сменяется летним чешским пейзажем, который всегда был одним из основных источников идея для других членов «Художественной беседы» (В. Рабас, В. Седлачек, В. Рада). Историки искусства связывают это с признанием им Чехословакии как своей новой родины: в начале 1930-х субсидии по программе «русская акция» были сокращены, в 1934 году Чехословакия установила дипломатические отношения с СССР из-за чего многие русские эмигранты покинули страну. Мусатов же, у которого в 1931 году родилась дочь, остался и даже получил чехословацкое гражданство.
Картины Мусатова этого периода характеризуются заметным влиянием со стороны импрессионизма, с лучшими образцами которого автор мог познакомиться в Париже, где он в 1932 году участвовал в ряде выставок. Картины вновь изменили цвет, став практически монохромными, хотя и использовалось много цветов, но преобладающими были один или два: чаще всего зеленоватые, золотистые или красные, оранжево-коричневые и кобальтово-синие тона.
Во воспоминаниям дочери художника, в конце 1930-х Григорий Мусатов вместе со своим новым знакомым, чешским коллекционером Иваном Сметаной совершил велосипедную поездку по Чехии с блокнотом. Впечатления, полученные художником в ходе этого путешествия легли в основы ряда пейзажей, созданных по мотивам «велосипедных» зарисовок, большинство из которых было приобретено позднее Сметаной.
Ян Зрзавый писал об этом этапе живописи Мусатова:

«Его мотивы всегда исключительно русские. Только в последние годы жизни он обратился к той среде, в которой жил, к чешскому пейзажу и к мотивам, из него проистекающим. Для нас его чешские пейзажи особенны хватающей за душу симпатией: мы видим в них наши чешские раздолья, но погруженные в глубокую русскую думу, легендарную, бесконечную»— Янчаркова, 2001
- Dům u cesty
- Cesta k vesnici
- Село Желив (1937)
- Старый пруд (1940)

## Наследие
Крупнейшее собрание работ художника находится в Национальной галерее в Праге (21 картина); также работы Мусатова представлены во многих других государственных собраниях Чехии, и частных коллекциях Европы и США.